# Synagoge Geisa
Die Synagoge Geisa stand in der Stadt Geisa im heutigen Wartburgkreis in Thüringen.

## Geschichte
Eine Synagoge ist in Geisa seit der ersten Hälfte des neunzehnten Jahrhunderts nachweisbar, zuvor gab es vermutlich bereits einen Betsaal. Beim Großbrand in der Geisaer Innenstadt am 23. Juni 1858, dem weite Teile der Bebauung des Marktes und angrenzender Straßen zum Opfer fielen, wurde diese Synagoge zerstört.
1861/62 wurde an der Stelle ihres Vorgängerbaus mit Hilfe von Spendengeldern eine neue Synagoge erbaut. Zu dieser Zeit lebten 180 Juden in Geisa, das waren fast elf Prozent der Einwohnerschaft. Der Neubau war ein Backsteingebäude mit großer Freitreppe und einer großen runden Kuppel und wurde am 5. September 1862 feierlich eingeweiht. Das Gebäude wurde am 9. November 1938 weitgehend verwüstet, aber wegen der umliegenden Wohnbebauung nicht in Brand gesetzt. Die Ruine wurde 1940 abgerissen. Die Zahl der jüdischen Gemeindemitglieder war seit 1895 rückläufig, Ende 1942 gab es keine Kultusgemeinde mehr.

## Gedenken
Am 9. November 1988 wurde am früheren Standort der Synagoge eine Gedenktafel enthüllt. Eine weitere Gedenktafel befindet sich seit 1989 am Gebäude der früheren jüdischen Schule, sie ist dem Geisaer Juden Moritz Goldschmidt gewidmet, der sich in Geisa gemeinsam mit Adalbert Geheeb der Erforschung der Blütenpflanzen der Rhön widmete. 